# Penàguila
Penàguila – gmina w Hiszpanii, w prowincji Alicante, we wspólnocie autonomicznej Walencja, o powierzchni 49,92 km². W 2011 roku liczyła 318 mieszkańców.